# Pignari
Pignari is een gemeente (commune) in de regio Mopti in Mali. De gemeente telt 16.000 inwoners (2009).
De gemeente bestaat uit de volgende plaatsen:
- Baboye (hoofdplaats)
- Bolimba
- Danza
- Gaissomgon
- Gamba
- Gourel-Bodio
- Guendé
- Kilimbo
- Koé-ow
- Koé-Leye
- Koko
- Modiodio-Dow
- Modiodio-Leye
- N'Gogné
- Nando
- Niamana
- Niangono
- Pah
- Téguéré
- Toni